# Rhepoxynius heterocuspidata
Rhepoxynius heterocuspidata är en kräftdjursart som beskrevs av J. L. Barnard 1960. Rhepoxynius heterocuspidata ingår i släktet Rhepoxynius och familjen Phoxocephalidae. Inga underarter finns listade i Catalogue of Life.